# Christopher Reeves
Christopher Ricardo Nuñez Reeves (ur. 27 lutego 1997 w Tegucigalpie) – kajmański piłkarz honduraskiego pochodzenia grający na pozycji napastnika w klubie Elite SC.

## Kariera klubowa

### Elite SC
Reeves gra w Elite SC od 2015 roku. W sezonie 2018/2019 zdobył dla nich 22 bramki. W sezonie 2019/2020 strzelił 13 goli.

## Kariera reprezentacyjna
| Mecze i gole w reprezentacji | Mecze i gole w reprezentacji | Mecze i gole w reprezentacji | Mecze i gole w reprezentacji         | Mecze i gole w reprezentacji         | Mecze i gole w reprezentacji | Mecze i gole w reprezentacji | Mecze i gole w reprezentacji    |
| Kajmany                      | Kajmany                      | Kajmany                      | Kajmany                              | Kajmany                              | Kajmany                      | Kajmany                      | Kajmany                         |
| Lp.                          | Data                         | Miejsce                      | Gospodarz                            | Gość                                 | Wynik                        | Gol                          | Rozgrywki                       |
| ---------------------------- | ---------------------------- | ---------------------------- | ------------------------------------ | ------------------------------------ | ---------------------------- | ---------------------------- | ------------------------------- |
| 1.                           | 10.09.2018                   | Kingston                     | Jamajka                              | Kajmany                              | 4:0                          |                              | el. do L. N. CONCACAF 2019/2020 |
| 2.                           | 29.09.2018                   | Hawana                       | Kuba                                 | Kajmany                              | 5:0                          |                              | Mecz towarzyski                 |
| 3.                           | 13.10.2018                   | Santiago                     | Dominikana                           | Kajmany                              | 3:0                          |                              | el. do L. N. CONCACAF 2019/2020 |
| 4.                           | 23.03.2019                   | West Bay                     | Kajmany                              | Montserrat                           | 1:2                          |                              | el. do L. N. CONCACAF 2019/2020 |
| 5.                           | 29.05.2019                   | West Bay                     | Kajmany                              | Kuba                                 | 0:0                          |                              | Mecz towarzyski                 |
| 6.                           | 05.09.2019                   | Upper Bethlehem              | Wyspy Dziewicze Stanów Zjednoczonych | Kajmany                              | 0:2                          |                              | L. N. CONCACAF 2019/2020        |
| 7.                           | 09.09.2019                   | George Town                  | Kajmany                              | Barbados                             | 3:2                          |                              | L. N. CONCACAF 2019/2020        |
| 8.                           | 12.10.2019                   | The Valley                   | Saint-Martin                         | Kajmany                              | 3:0                          |                              | L. N. CONCACAF 2019/2020        |
| 9.                           | 16.10.2019                   | George Town                  | Kajmany                              | Saint-Martin                         | 1:0                          |                              | L. N. CONCACAF 2019/2020        |
| 10.                          | 17.11.2019                   | George Town                  | Kajmany                              | Wyspy Dziewicze Stanów Zjednoczonych | 1:0                          |                              | L. N. CONCACAF 2019/2020        |
| 11.                          | 20.11.2019                   | Bridgetown                   | Barbados                             | Kajmany                              | 3:0                          |                              | L. N. CONCACAF 2019/2020        |
| 12.                          | 30.03.2021                   | Bradenton                    | Kanada                               | Kajmany                              | 11:0                         |                              | el. do MŚ 2022                  |
| 13.                          | 08.09.2023                   | Upper Bethlehem              | Wyspy Dziewicze Stanów Zjednoczonych | Kajmany                              | 2:2                          |                              | L. N. CONCACAF 2023/2024        |
| 14.                          | 11.09.2023                   | George Town                  | Kajmany                              | Aruba                                | 1:2                          | Gol                          | L. N. CONCACAF 2023/2024        |
| 15.                          | 17.10.2023                   | George Town                  | Kajmany                              | Wyspy Dziewicze Stanów Zjednoczonych | 2:1                          | Gol                          | L. N. CONCACAF 2023/2024        |